# Golden Globe Award/Beste Filmmusik

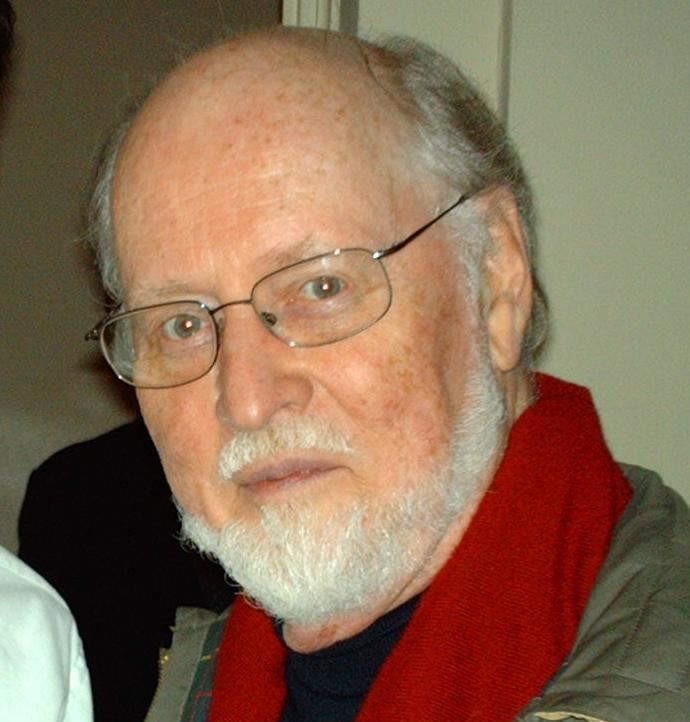
John Williams

Gewinner und Nominierte des Golden Globe Award in der Kategorie Beste Filmmusik (Best Original Score – Motion Picture), die die herausragendsten Leistungen von Komponisten des vergangenen Kalenderjahres prämiert. Die Kategorie wurde im Jahr 1948 ins Leben gerufen.
In 34 von 67 Fällen wurde der Preisträger später mit einem Oscar ausgezeichnet, zuletzt 2024 geschehen, mit der Preisvergabe an Ludwig Göransson (Oppenheimer). 1950, 1952, 1973, 1974, 1980, 1981, 1984, 1991, 1994, 1996, 1999, 2000, 2002, 2005, 2007, 2014, 2019 und 2025 wurde die ausgezeichnete Filmmusik nicht für den Oscar berücksichtigt.
Die seltene Ehre, in einem Jahr für zwei unterschiedliche Filmmusiken nominiert zu werden, wurde 1962 Miklós Rózsa (El Cid und König der Könige), 1972 Michel Legrand (Le Mans und Sommer ’42), 1977 Paul Williams (Sieg für A Star Is Born und Nominierung für Bugsy Malone), 1978 John Williams (Sieg für Krieg der Sterne und Nominierung für Unheimliche Begegnung der dritten Art), jeweils 1980 Carmine Coppola (Sieg für  Apocalypse Now und Nominierung für Der schwarze Hengst) und Jerry Goldsmith (Nominierungen für Alien – Das unheimliche Wesen aus einer fremden Welt und Star Trek: Der Film), 1984 Giorgio Moroder (Sieg für Flashdance und Nominierung für Scarface) sowie 2021 Trent Reznor und Atticus Ross (Sieg für Soul, Nominierung für Mank) zuteil.
Mit Max Steiner (1948 für Unser Leben mit Vater), Franz Waxman (1951 für Boulevard der Dämmerung), Ernest Gold (1960 für Das letzte Ufer) und Frederick Loewe (1968 für Camelot – Am Hofe König Arthurs und 1975 für Der kleine Prinz) wurden aus dem deutschsprachigen Raum stammende Filmkomponisten ausgezeichnet, die in die Vereinigten Staaten emigriert waren. Ihnen folgten die Deutschen Hans Zimmer (Siege 1995, 2001 und 2022 für Der König der Löwen, Gladiator und Dune) und Burkhard Dallwitz (Sieg 1999 für Die Truman Show).
Gemeinsam mit Zimmer im Jahr 2001 ausgezeichnet, sind die Australierin Lisa Gerrard und die Isländerin Hildur Guðnadóttir (2020 ausgezeichnet für Joker) die bisher einzigen Frauen, die in dieser Kategorie gewinnen konnte.
| Statistik                         | Name            | Anzahl | Jahr |
| --------------------------------- | --------------- | ------ | --- |
| Häufigste Auszeichnungen          | Dimitri Tiomkin | 4      | 1953, 1961, 1962, 1965 |
| Häufigste Auszeichnungen          | John Williams   | 4      | 1976, 1978, 1983, 2006 |
| Häufigste Nominierungen           | John Williams   | 23     | 1973, 1974, 1975, 1976, 1978, 1978, 1979, 1981, 1983, 1985, 1988, 1989, 1990, 1994, 1998, 1999, 2000, 2002, 2006, 2012, 2013, 2014, 2018 |
| Häufigste Nominierungen ohne Sieg | Jerry Goldsmith | 9      | 1965, 1967, 1975, 1980, 1980, 1984, 1993, 1998, 1999                                                                                     |

Die unten aufgeführten Filme werden mit ihrem deutschen Verleihtitel (sofern ermittelbar) angegeben, danach folgt in Klammern in kursiver Schrift der fremdsprachige Originaltitel. Die Nennung des Originaltitels entfällt, wenn deutscher und fremdsprachiger Filmtitel identisch sind. Die Gewinner stehen hervorgehoben an erster Stelle.

## 1940er Jahre
1948
Max Steiner – Unser Leben mit Vater (Life with Father)

1949
Brian Easdale – Die roten Schuhe (The Red Shoes)

## 1950er Jahre
1950
Johnny Green – Die sündige Stadt (The Inspector General)
- George Duning – Der Mann, der herrschen wollte (All the King’s Men)

1951
Franz Waxman – Boulevard der Dämmerung (Sunset Boulevard)
- Bronislau Kaper – Mein Leben gehört mir (A Life of Her Own)
- Leith Stevens – Endstation Mond (Destination Moon)

1952
Victor Young – Liebesrausch auf Capri (September Affair)
- Bernard Herrmann – Der Tag, an dem die Erde stillstand (The Day the Earth Stood Still)
- Dimitri Tiomkin – Stadt in Aufruhr (The Well)

1953
Dimitri Tiomkin – Zwölf Uhr mittags (High Noon)
- Miklós Rózsa – Ivanhoe – Der schwarze Ritter (Ivanhoe)
- Victor Young – Der Sieger (The Quiet Man)

1954 – 1959
Preis nicht vergeben

## 1960er Jahre
1960
Ernest Gold – Das letzte Ufer (On the Beach)

1961
Dimitri Tiomkin – Alamo (The Alamo)
- George Duning – Die Welt der Suzie Wong (The World of Suzie Wong)
- Ernest Gold – Exodus
- Johnny Green – Pepe – Was kann die Welt schon kosten (Pepe)
- Alex North – Spartacus

1962
Dimitri Tiomkin – Die Kanonen von Navarone (The Guns of Navarone)
- Elmer Bernstein – Sommer und Rauch (Summer and Smoke)
- Harold Rome – Fanny
- Miklós Rózsa – El Cid
- Miklós Rózsa – König der Könige (King of Kings)

1963
Elmer Bernstein – Wer die Nachtigall stört (To Kill a Mockingbird)
- Bronislau Kaper – Meuterei auf der Bounty (Mutiny on the Bounty)
- Maurice Jarre – Lawrence von Arabien (Lawrence of Arabia)
- Franz Waxman – Taras Bulba
- Meredith Willson – Music Man (The Music Man)

1964
Preis nicht vergeben

1965
Dimitri Tiomkin – Der Untergang des Römischen Reiches (The Fall of the Roman Empire)
- Jerry Goldsmith – Sieben Tage im Mai (Seven Days in May)
- Laurence Rosenthal – Becket
- Richard M. Sherman und Robert B. Sherman – Mary Poppins
- Mikis Theodorakis – Alexis Sorbas (Zorba the Greek)

1966
Maurice Jarre – Doktor Schiwago (Doctor Zhivago)
- Benjamin Frankel – Die letzte Schlacht (Battle of the Bulge)
- Henry Mancini – Das große Rennen rund um die Welt (The Great Race)
- Johnny Mandel – … die alles begehren (The Sandpiper)
- Riz Ortolani – Der gelbe Rolls-Royce (The Yellow Rolls-Royce)

1967
Elmer Bernstein – Hawaii
- Jerry Goldsmith – Kanonenboot am Yangtse-Kiang (The Sand Pebbles)
- Maurice Jarre – Brennt Paris? (Paris brûle-t-il?)
- Francis Lai – Ein Mann und eine Frau (Un homme et une femme)
- Toshirō Mayuzumi – Die Bibel (The Bible: In the Beginning)

1968
Frederick Loewe – Camelot – Am Hofe König Arthurs (Camelot)
- Elmer Bernstein – Modern Millie (Thoroughly Modern Millie)
- Leslie Bricusse – Doktor Dolittle (Doctor Dolittle)
- Francis Lai – Lebe das Leben (Vivre pour vivre)
- Henry Mancini – Zwei auf gleichem Weg (Two for the Road)

1969
Alex North – In den Schuhen des Fischers (The Shoes of the Fisherman)
- John Barry – Der Löwe im Winter (The Lion in Winter)
- Christopher Komeda – Rosemaries Baby (Rosemary’s Baby)
- Michel Legrand – Thomas Crown ist nicht zu fassen (The Thomas Crown Affair)
- Nino Rota – Romeo und Julia (Romeo and Juliet)
- Richard M. Sherman und Robert B. Sherman – Tschitti Tschitti Bäng Bäng (Chitty Chitty Bang Bang)

## 1970er Jahre
1970
Burt Bacharach* – Zwei Banditen (Butch Cassidy and the Sundance Kid)
- Leslie Bricusse – Goodbye, Mr. Chips
- Georges Delerue – Königin für tausend Tage (Anne of the Thousand Days)
- Michel Legrand – Happy-End für eine Ehe (The Happy Ending)
- Ernest Gold – Das Geheimnis von Santa Vittoria (The Secret of Santa Vittoria)

1971
Francis Lai* – Love Story
- Leslie Bricusse – Scrooge
- Frank Cordell – Cromwell – Krieg dem König (Cromwell)
- Michel Legrand – Sturmhöhe (Wuthering Heights)
- Alfred Newman – Airport

1972
Isaac Hayes – Shaft
- John Barry – Maria Stuart, Königin von Schottland (Mary, Queen of Scots)
- Michel Legrand – Le Mans
- Michel Legrand* – Sommer ’42 (Summer of '42)
- Gil Mellé – Andromeda – Tödlicher Staub aus dem All (The Andromeda Strain)

1973
Nino Rota – Der Pate (The Godfather)
- Ron Goodwin – Frenzy
- Quincy Jones – Getaway (The Getaway)
- Michel Legrand – Lady Sings the Blues
- John Williams – Die Höllenfahrt der Poseidon (The Poseidon Adventure)

1974
Neil Diamond – Die Möwe Jonathan (Jonathan Livingston Seagull)
- Georges Delerue – Der Tag des Delphins (The Day of the Dolphin)
- Michel Legrand – Begegnung am Vormittag (Breezy)
- Alan Price – Der Erfolgreiche (O Lucky Man!)
- Richard M. Sherman und Robert B. Sherman – Tom Sawyers Abenteuer (Tom Sawyer)
- John Williams – Zapfenstreich (Cinderella Liberty)

1975
Alan Jay Lerner und Frederick Loewe – Der kleine Prinz (The Little Prince)
- Carmine Coppola und Nino Rota* – Der Pate – Teil II (The Godfather Part II)
- Jerry Goldsmith – Chinatown
- John Williams – Erdbeben (Earthquake)
- Paul Williams – Das Phantom im Paradies (Phantom of the Paradise)

1976
John Williams* – Der weiße Hai (Jaws)
- Fred Ebb und John Kander – Funny Lady
- Charles Fox – Die Kehrseite der Medaille (The Other Side of the Mountain)
- Maurice Jarre – Der Mann, der König sein wollte (The Man Who Would Be King)
- Henry Mancini – Der rosarote Panther kehrt zurück (The Return of the Pink Panther)

1977
Kenneth Ascher und Paul Williams – A Star Is Born
- Bill Conti – Rocky
- Lalo Schifrin – Reise der Verdammten (Voyage of the Damned)
- Richard M. Sherman und Robert B. Sherman – Cinderellas silberner Schuh (The Slipper and the Rose)
- Paul Williams – Bugsy Malone

1978
John Williams* – Krieg der Sterne (Star Wars)
- Joel Hirschhorn und Al Kasha – Elliot, das Schmunzelmonster (Pete’s Dragon)
- Barry Gibb, Maurice Gibb, Robin Gibb und David Shire – Nur Samstag Nacht (Saturday Night Fever)
- Marvin Hamlisch – Der Spion, der mich liebte (The Spy Who Loved Me)
- John Williams – Unheimliche Begegnung der dritten Art (Close Encounters of the Third Kind)

1979
Giorgio Moroder* – 12 Uhr nachts – Midnight Express (Midnight Express)
- Bill Conti – Eine entheiratete Frau (An Unmarried Woman)
- Chuck Mangione – Die Kinder von Sanchez (The Children of Sanchez)
- Leonard Rosenman – Der Herr der Ringe (The Lord of the Rings)
- John Williams – Superman

## 1980er Jahre
1980
Carmine Coppola und Francis Ford Coppola – Apocalypse Now
- Carmine Coppola – Der schwarze Hengst (The Black Stallion)
- Georges Delerue* – Ich liebe dich – I love you – Je t’aime (A Little Romance)
- Jerry Goldsmith – Alien – Das unheimliche Wesen aus einer fremden Welt (Alien)
- Jerry Goldsmith – Star Trek: Der Film (Star Trek: The Motion Picture)
- Henry Mancini – Zehn – Die Traumfrau (10)
- Lalo Schifrin – Amityville Horror (The Amityville Horror)

1981
Dominic Frontiere – Der lange Tod des Stuntman Cameron (The Stunt Man)
- John Barry – Ein tödlicher Traum (Somewhere in Time)
- Michael Gore* – Fame – Der Weg zum Ruhm (Fame)
- Giorgio Moroder – Ein Mann für gewisse Stunden (American Gigolo)
- Lalo Schifrin – Das große Finale (The Competition)
- John Williams – Das Imperium schlägt zurück (Star Wars Episode V: The Empire Strikes Back)

1982
Preis nicht vergeben

1983
John Williams* – E. T. – Der Außerirdische (E.T. the Extra-Terrestrial)
- Henry Mancini* – Victor/Victoria
- Dudley Moore – Ein Hauch von Glück (Six Weeks)
- Giorgio Moroder – Katzenmenschen (Cat People)
- Vangelis Papathanassiou – Blade Runner

1984
Giorgio Moroder – Flashdance
- Stewart Copeland – Rumblefish (Rumble Fish)
- Giorgio Moroder – Scarface
- Jerry Goldsmith – Under Fire
- Alan Bergman, Marilyn Bergman und Michel Legrand* – Yentl

1985
Maurice Jarre* – Reise nach Indien (A Passage to India)
- Jack Nitzsche – Starman (John Carpenter’s Starman)
- Ennio Morricone – Es war einmal in Amerika (Once Upon a Time in America)
- Mike Oldfield – The Killing Fields – Schreiendes Land (The Killing Fields)
- John Williams – Menschen am Fluß (The River)

1986
John Barry* – Jenseits von Afrika (Out of Africa)
- Michel Colombier – White Nights – Die Nacht der Entscheidung (White Nights)
- Maurice Jarre – Der einzige Zeuge (Witness)
- Quincy Jones – Die Farbe Lila (The Color Purple)
- David Mansfield – Im Jahr des Drachen (Year of the Dragon)

1987
Ennio Morricone – Mission (The Mission)
- Harold Faltermeyer – Top Gun
- Miles Goodman – Der kleine Horrorladen (Little Shop of Horrors)
- Herbie Hancock* – Um Mitternacht (Round Midnight)
- Maurice Jarre – Mosquito Coast (The Mosquito Coast)

1988
David Byrne, Ryūichi Sakamoto und Cong Su* – Der letzte Kaiser (The Last Emperor)
- George Fenton und Jonas Gwangwa – Schrei nach Freiheit (Cry Freedom)
- Henry Mancini – Die Glasmenagerie (The Glass Menagerie)
- Ennio Morricone – The Untouchables – Die Unbestechlichen (The Untouchables)
- John Williams – Das Reich der Sonne (Empire of the Sun)

1989
Maurice Jarre – Gorillas im Nebel (Gorillas in the Mist: The Story of Dian Fossey)
- Peter Gabriel – Die letzte Versuchung Christi (The Last Temptation of Christ)
- Gerald Gouriet – Madame Sousatzka
- Dave Grusin* – Milagro – Der Krieg im Bohnenfeld (The Milagro Beanfield War)
- John Williams – Die Reisen des Mr. Leary (The Accidental Tourist)

## 1990er Jahre
1990
Alan Menken* – Arielle, die Meerjungfrau (The Little Mermaid)
- Dave Grusin – Die fabelhaften Baker Boys (The Fabulous Baker Boys)
- James Horner – Glory
- Ennio Morricone – Die Verdammten des Krieges (Casualties of War)
- John Williams – Geboren am 4. Juli (Born on the Fourth of July)

1991
Richard Horowitz und Ryūichi Sakamoto – Himmel über der Wüste (The Sheltering Sky)
- John Barry* – Der mit dem Wolf tanzt (Dances with Wolves)
- Carmine Coppola – Der Pate III (The Godfather Part III)
- Dave Grusin – Havanna (Havana)
- Randy Newman – Avalon

1992
Alan Menken* – Die Schöne und das Biest (Beauty and the Beast)
- Patrick Doyle – Schatten der Vergangenheit (Dead Again)
- Dave Grusin – For the Boys – Tage des Ruhms, Tage der Liebe (For the Boys)
- Michael Kamen – Robin Hood – König der Diebe (Robin Hood: Prince of Thieves)
- Ennio Morricone – Bugsy
- Zbigniew Preisner – Ein Pfeil in den Himmel (At Play in the Fields of the Lord)

1993
Alan Menken* – Aladdin
- John Barry – Chaplin
- Randy Edelman und Trevor Jones – Der letzte Mohikaner (The Last of the Mohicans)
- Jerry Goldsmith – Basic Instinct
- Vangelis Papathanassiou – 1492 – Die Eroberung des Paradieses (1492: Conquest of Paradise)

1994
Kitarō – Zwischen Himmel und Hölle (Heaven & Earth)
- Danny Elfman – Nightmare Before Christmas (The Nightmare Before Christmas)
- Michael Nyman – Das Piano (The Piano)
- Zbigniew Preisner – Drei Farben: Blau (Trois couleurs: Bleu)
- John Williams* – Schindlers Liste (Schindler’s List)

1995
Hans Zimmer* – Der König der Löwen (The Lion King)
- Elliot Goldenthal – Interview mit einem Vampir (Interview with the Vampire: The Vampire Chronicles)
- James Horner – Legenden der Leidenschaft (Legends of the Fall)
- Mark Isham – Nell
- Alan Silvestri – Forrest Gump

1996
Maurice Jarre – Dem Himmel so nah (A Walk in the Clouds)
- Patrick Doyle – Sinn und Sinnlichkeit (Sense and Sensibility)
- James Horner – Braveheart
- Michael Kamen – Don Juan DeMarco
- Alan Menken* – Pocahontas

1997
Gabriel Yared* – Der englische Patient (The English Patient)
- Elliot Goldenthal – Michael Collins
- Marvin Hamlisch – Liebe hat zwei Gesichter (The Mirror Has Two Faces)
- David Hirschfelder – Shine – Der Weg ins Licht (Shine)
- Alan Menken – Der Glöckner von Notre Dame (The Hunchback of Notre Dame)

1998
James Horner* – Titanic
- Philip Glass – Kundun
- Jerry Goldsmith – L.A. Confidential
- Michael Nyman – Gattaca
- John Williams – Sieben Jahre in Tibet (Seven Years in Tibet)

1999
Burkhard Dallwitz und Philip Glass – Die Truman Show (The Truman Show)
- Jerry Goldsmith – Mulan
- Randy Newman – Das große Krabbeln (A Bug’s Life)
- Stephen Schwartz und Hans Zimmer – Der Prinz von Ägypten (The Prince of Egypt)
- John Williams – Der Soldat James Ryan (Saving Private Ryan)

## 2000er Jahre
2000
Ennio Morricone – Die Legende vom Ozeanpianisten (La leggenda del pianista sull'Oceano)
- Angelo Badalamenti – Eine wahre Geschichte – The Straight Story (The Straight Story)
- Pieter Bourke und Lisa Gerrard – Insider (The Insider)
- George Fenton – Anna und der König (Anna and the King)
- Michael Nyman – Das Ende einer Affäre (The End of the Affair)
- Thomas Newman – American Beauty
- Jocelyn Pook – Eyes Wide Shut
- John Williams – Die Asche meiner Mutter (Angela’s Ashes)
- Gabriel Yared – Der talentierte Mr. Ripley (The Talented Mr. Ripley)

2001
Lisa Gerrard und Hans Zimmer – Gladiator
- Tan Dun* – Tiger & Dragon (臥虎藏龍, Wòhǔ Cánglóng)
- Maurice Jarre – Ein Hauch von Sonnenschein (Sunshine)
- Ennio Morricone – Der Zauber von Malèna (Malèna)
- Larry Paxton, Marty Stuart und Kristin Wilkinson – All die schönen Pferde (All the Pretty Horses)
- Rachel Portman – Chocolat – Ein kleiner Biss genügt (Chocolat)

2002
Craig Armstrong – Moulin Rouge (Moulin Rouge!)
- Angelo Badalamenti – Mulholland Drive – Straße der Finsternis (Mulholland Dr.)
- Pieter Bourke und Lisa Gerrard – Ali
- James Horner – A Beautiful Mind – Genie und Wahnsinn (A Beautiful Mind)
- Howard Shore* – Der Herr der Ringe – Die Gefährten (The Lord of the Rings: The Fellowship of the Ring)
- John Williams – A.I. – Künstliche Intelligenz (A.I. Artificial Intelligence)
- Christopher Young – Schiffsmeldungen (The Shipping News)
- Hans Zimmer – Pearl Harbor

2003
Elliot Goldenthal* – Frida
- Elmer Bernstein – Dem Himmel so fern (Far from Heaven)
- Terence Blanchard – 25 Stunden (25th Hour)
- Peter Gabriel – Long Walk Home (Rabbit-Proof Fence)
- Philip Glass – The Hours – Von Ewigkeit zu Ewigkeit (The Hours)

2004
Howard Shore* – Der Herr der Ringe – Die Rückkehr des Königs (The Lord of the Rings: The Return of the King)
- Alexandre Desplat – Das Mädchen mit dem Perlenohrring (Girl with a Pearl Earring)
- Danny Elfman – Big Fish
- Gabriel Yared – Unterwegs nach Cold Mountain (Cold Mountain)
- Hans Zimmer – Last Samurai (The Last Samurai)

2005
Howard Shore – Aviator (The Aviator)
- Clint Eastwood – Million Dollar Baby
- Jan A. P. Kaczmarek* – Wenn Träume fliegen lernen
- Rolfe Kent – Sideways
- Hans Zimmer – Spanglish

2006
John Williams – Die Geisha (Memoirs of a Geisha)
- Alexandre Desplat – Syriana
- Harry Gregson-Williams – Die Chroniken von Narnia: Der König von Narnia (The Chronicles of Narnia: The Lion, the Witch and the Wardrobe)
- James Newton Howard – King Kong
- Gustavo Santaolalla* – Brokeback Mountain

2007
Alexandre Desplat – Der bunte Schleier (The Painted Veil)
- Clint Mansell – The Fountain
- Gustavo Santaolalla* – Babel
- Carlo Siliotto – Nomad – The Warrior (Nomad)
- Hans Zimmer – The Da Vinci Code – Sakrileg (The Da Vinci Code)

2008
Dario Marianelli* – Abbitte (Atonement)
- Michael Brook, Kaki King und Eddie Vedder – Into the Wild
- Clint Eastwood – Grace is Gone
- Alberto Iglesias – Drachenläufer (The Kite Runner)
- Howard Shore – Tödliche Versprechen – Eastern Promises (Eastern Promises)

2009
A. R. Rahman* – Slumdog Millionär (Slumdog Millionaire)
- Alexandre Desplat – Der seltsame Fall des Benjamin Button (The Curious Case of Benjamin Button)
- Clint Eastwood – Der fremde Sohn (Changeling)
- James Newton Howard – Defiance – Für meine Brüder, die niemals aufgaben (Defiance)
- Hans Zimmer – Frost/Nixon

## 2010er Jahre
2010
Michael Giacchino* – Oben (Up)
- Carter Burwell und Karen Orzolek – Wo die wilden Kerle wohnen (Where the Wild Things Are)
- Marvin Hamlisch – Der Informant! (The Informant!)
- James Horner – Avatar – Aufbruch nach Pandora (Avatar)
- Abel Korzeniowski – A Single Man

2011
Trent Reznor und Atticus Ross* – The Social Network
- Alexandre Desplat – The King’s Speech
- Danny Elfman – Alice im Wunderland (Alice in Wonderland)
- A. R. Rahman – 127 Hours
- Hans Zimmer – Inception

2012
Ludovic Bource* – The Artist
- Trent Reznor und Atticus Ross – Verblendung (The Girl with the Dragon Tattoo)
- Howard Shore – Hugo Cabret (Hugo)
- John Williams – Gefährten (War Horse)
- Abel Korzeniowski – W.E.

2013
Mychael Danna* – Life of Pi: Schiffbruch mit Tiger (Life of Pi)
- Alexandre Desplat – Argo
- Dario Marianelli – Anna Karenina
- Tom Tykwer, Johnny Klimek und Reinhold Heil – Cloud Atlas
- John Williams – Lincoln

2014
Alex Ebert – All Is Lost
- Alex Heffes – Mandela – Der lange Weg zur Freiheit (Mandela: Long Walk to Freedom)
- Steven Price* – Gravity
- John Williams – Die Bücherdiebin (The Book Thief)
- Hans Zimmer – 12 Years a Slave

2015
Jóhann Jóhannsson – Die Entdeckung der Unendlichkeit (The Theory of Everything)
- Alexandre Desplat – The Imitation Game – Ein streng geheimes Leben (The Imitation Game)
- Trent Reznor und Atticus Ross – Gone Girl – Das perfekte Opfer (Gone Girl)
- Antonio Sánchez – Birdman oder (Die unverhoffte Macht der Ahnungslosigkeit) (Birdman or (The Unexpected Virtue of Ignorance))
- Hans Zimmer – Interstellar

2016
Ennio Morricone* – The Hateful Eight
- Carter Burwell – Carol
- Alexandre Desplat – The Danish Girl
- Daniel Pemberton – Steve Jobs
- Ryūichi Sakamoto und Alva Noto – The Revenant – Der Rückkehrer (The Revenant)

2017
Justin Hurwitz* – La La Land
- Nicholas Britell – Moonlight
- Jóhann Jóhannsson – Arrival
- Dustin O’Halloran und Volker Bertelmann – Lion – Der lange Weg nach Hause (Lion)
- Hans Zimmer, Pharrell Williams und Benjamin Wallfisch – Hidden Figures – Unerkannte Heldinnen (Hidden Figures)

2018
Alexandre Desplat* – Shape of Water – Das Flüstern des Wassers (The Shape of Water)
- Carter Burwell – Three Billboards Outside Ebbing, Missouri
- Jonny Greenwood – Der seidene Faden (Phantom Thread)
- John Williams – Die Verlegerin (The Post)
- Hans Zimmer – Dunkirk

2019
Justin Hurwitz – Aufbruch zum Mond (First Man)
- Marco Beltrami – A Quiet Place
- Alexandre Desplat – Isle of Dogs – Ataris Reise (Isle of Dogs)
- Ludwig Göransson* –  Black Panther
- Marc Shaiman – Mary Poppins’ Rückkehr (Mary Poppins Returns)

## 2020er Jahre
2020
Hildur Guðnadóttir* – Joker
- Alexandre Desplat – Little Women
- Randy Newman – Marriage Story
- Thomas Newman – 1917
- Daniel Pemberton – Motherless Brooklyn

2021
Trent Reznor, Atticus Ross, Jon Batiste* – Soul
- Alexandre Desplat – The Midnight Sky
- Ludwig Göransson – Tenet
- James Newton Howard – Neues aus der Welt
- Trent Reznor, Atticus Ross – Mank

2022
Hans Zimmer* – Dune
- Alexandre Desplat – The French Dispatch
- Germaine Franco – Encanto
- Jonny Greenwood – The Power of the Dog
- Alberto Iglesias – Parallele Mütter (Madres paralelas)

2023
Justin Hurwitz – Babylon – Rausch der Ekstase (Babylon)
- Carter Burwell – The Banshees of Inisherin
- Alexandre Desplat – Guillermo del Toros Pinocchio (Guillermo del Toro’s Pinocchio)
- Hildur Guðnadóttir – Die Aussprache (Women Talkling)
- John Williams – Die Fabelmans (The Fabelmans)

2024
Ludwig Göransson* - Oppenheimer
- Jerskin Fendrix – Poor Things
- Joe Hisaishi – Der Junge und der Reiher
- Mica Levi – The Zone of Interest
- Daniel Pemberton – Spider-Man: Across the Spider-Verse
- Robbie Robertson – Killers of the Flower Moon

2025
Trent Reznor, Atticus Ross – Challengers – Rivalen (Challengers)
- Volker Bertelmann – Konklave (Conclave)
- Daniel Blumberg* – Der Brutalist (The Brutalist)
- Kris Bowers – Der wilde Roboter (The Wild Robot)
- Clément Ducol, Camille – Emilia Pérez
- Hans Zimmer – Dune: Part Two

* = Filmkomponisten, die später mit dem Oscar für die Beste Filmmusik des Jahres ausgezeichnet wurden.